# پیپا نوریس
پیپا نوریس (به انگلیسی: Pippa Norris)؛ (زادهٔ ۱۰ ژوئیه ۱۹۵۳) دانشمند سیاسی است که در زمینه سیاست تطبیقی متخصص می‌باشد. او مدرس مکگایر در زمینه سیاست‌های تطبیقی در مدرسه حکومت جان اف. کندی در دانشگاه هاروارد هست و به عنوان استاد ممتاز استرالیا و استاد حکومت و روابط بین‌الملل در دانشگاه سیدنی و مجری طرح صحت انتخابات فعالیت کرده‌است.

## تحصیلات
نوریس لیسانس هنر را در زمینه سیاست و فلسفه از دانشگاه وارویک و همچنین مدرک کارشناسی ارشد و دکترای رشته علوم سیاسی را از دانشکده اقتصاد لندن گرفت. از دانشگاه ادینبورگ، دانشگاه برگن، دانشگاه لوفانا و دانشگاه وارویک دکترای افتخاری به او اعطا شد. پیش از استخدام در دانشگاه هاروارد در سال ۱۹۹۳، در دانشگاه ادینبورگ، علوم سیاسی تدریس می‌نمود.

## جایزه‌ها و قدرشناسی
- نوریس به سبب دستاوردهای خود در زمینه علوم سیاسی به عضویت فرهنگستان هنر و علوم آمریکا درآمده است.[۲]
- به کتاب پیپا نوریس و جونی لواندوفسکی در زمینه استخدام سیاسی: جنسیت، نژاد و طبقه (انتشارات دانشگاه کمبریج، ۱۹۹۵)جایزه جورج اچ. هالت ۲۰۱۸ توسط انجمن علوم سیاسی آمریکا اهدا شد «برای کتابی که حداقل ده سال پیش منتشر شده و سهم ماندگاری در ادبیات مربوط به نمایندگی و نظام‌های انتخاباتی داشته‌است.»[۳]
- او همچنین برای حلقه فضیلت که به عنوان بهترین کتاب در زمینه ارتباطات سیاسی مفتخر شد، جایزه کتاب دوریس گربر را دریافت نمود.
- انجمن مطالعات سیاسی انگلستان با اهدای جایزه یک عمر دستاورد سر آیزایا برلین از وی تقدیر شد «به سبب مشارکت قابل توجهی او به عنوان یک متفکر سیاسی بزرگ و کمک به شکل‌گیری پژوهش‌های دانشگاهی در مورد دموکراسی، یکپارچگی انتخاباتی و پوپولیسم انجام داده‌است - همه قضایایی که اکنون بیش از هر زمان دیگری مورد توجه است.»[۴]
- او همچنین جایزه کارل دویچ را برای مشارکت در پژوهش‌های بین‌رشته‌ای از انجمن بین‌المللی علوم سیاسی دریافت کرده‌است.[۵]
- در سال ۲۰۱۱ به نوریس و رونالد اینگلهارت، جایزه یوهان اسکایت در علوم سیاسی تعلق گرفت به سبب «کمک به ایده‌های نوآورانه در مورد روابط و ریشه‌های فرهنگ سیاسی در یک زمینه جهانی، فراتر از رویکردهای اصلی پژوهش‌های پیشین».[۶]
- به نوریس در سال ۲۰۱۱، بورسیه جایزه کاتلین فیتزپاتریک استرالیایی اعطا شد.[۷]

### تک‌نگاری‌ها
- پیپا نوریس و رونالد اینگلهارت (۲۰۱۹): واکنش فرهنگی، نیویورک: انتشارات دانشگاه کمبریج.
- پیپا نوریس (۲۰۱۷): افزایش صحت انتخابات، نیویورک: انتشارات دانشگاه کمبریج.
- پیپا نوریس (۲۰۱۵): چرایی شکست انتخابات، نیویورک: انتشارات دانشگاه کمبریج.
- پیپا نوریس (۲۰۱۴): چرایی صحت اهمیت انتخابات، نیویورک: انتشارات دانشگاه کمبریج.
- پیپا نوریس (۲۰۱۲): عملکرد دموکراتیک حکومت: تأثیر رژیم‌ها بر موفقیت، رفاه و صلح، نیویورک: انتشارات دانشگاه کمبریج.
- پیپا نوریس (۲۰۱۱): کمبود دموکراسی: بازنگری انتقادی شهروندان، نیویورک: انتشارات دانشگاه کمبریج.
- پیپا نوریس و رونالد اینگلهارت (۲۰۰۹): ارتباطات جهانی: تنوع فرهنگی در جهان جهانی‌شده، نیویورک: انتشارات دانشگاه کمبریج.
- پیپا نوریس (۲۰۰۸): دموکراسی سواری: آیا نهادهای تقسیم قدرت کار می‌کنند؟ نیویورک: انتشارات دانشگاه کمبریج.
- پیپا نوریس (۲۰۰۵): راست تندرو: رأی‌دهندگان و احزاب در بازار انتخابات، نیویورک: انتشارات دانشگاه کمبریج.
- پیپا نوریس و رونالد اینگلهارت (۲۰۰۴): مقدس و عرفی: دین و سیاست در سراسر جهان، نیویورک: انتشارات دانشگاه کمبریج.
- پیپا نوریس (۲۰۰۴): مهندسی انتخابات: قواعد رأی‌گیری و رفتار سیاسی، نیویورک: انتشارات دانشگاه کمبریج.
- پیپا نوریس (۲۰۰۳): افزایش جزر و مد: برابری جنسیتی و تغییرات فرهنگی در سراسر جهان، با رونالد اینگلهارت، نیویورک: انتشارات دانشگاه کمبریج.
- پیپا نوریس (۲۰۰۲): ققنوس دموکراتیک: بازآفرینی فعالیت سیاسی، نیویورک: انتشارات دانشگاه کمبریج.
- پیپا نوریس (۲۰۰۱): تقسیم دیجیتالی؟ مشارکت مدنی، فقر اطلاعاتی و شبکه سراسری اینترنت، کمبریج: انتشارات دانشگاه کمبریج، صص ۳۰۳.
- پیپا نوریس (۲۰۰۰): حلقه فضیلت؟ ارتباطات سیاسی در دموکراسی‌های پساصنعتی، کمبریج: انتشارات دانشگاه کمبریج، صص ۳۹۸.
- پیپا نوریس، جان کورتیس، دیوید سندرز، مارگارت اسمال و هولی ا. سمتکو (۱۹۹۹): یک پیام، نیویورک: سیج.
- پیپا نوریس (۱۹۹۷): تغییر انتخابات از سال ۱۹۴۵، نیویورک: سیج.
- پیپا نوریس و جونی لواندوفسکی (۱۹۹۵): جنسیت، نژاد و طبقه در مجلس بریتانیا، انتشارات دانشگاه کمبریج.
- پیپا نوریس (۱۹۹۰): انتخابات میان‌دوره ای بریتانیا، بلکول.
- پیپا نوریس (۱۹۸۶): سیاست و برابری جنسیتی، لین رینر.